# Elbeuf
Elbeuf è un comune francese di 16 087 abitanti situato nel dipartimento della Senna Marittima nella regione della Normandia.

## Storia

### Simboli
Lo stemma del comune di Elbeuf si blasona: 
Motto: La ville d’Elbeuf est une ruche, tout le monde y travaille.
Decorazioni: Croix de guerre 1939-1945.»
La croce di Lorena proviene dalle insegne del Casato di Lorena, i cui membri furono signori di Elbeuf dal 1449 al 1789. Precedentemente era rappresentata una croce di Lorena attorno alla quale era avvinto un tralcio di vite con grappoli d'uva, con alla base una vite morta. Questa croce era circondata dal motto Tali fulcimine crescet, ("Con tale sostegno crescerà", con riferimento alla protezione della famiglia di Lorena).
Nel 1842, il consiglio comunale decise di aggiungere un alveare. Una frase attribuita a Napoleone Bonaparte durante la sua visita a Elbeuf nel 1802, è all'origine di questo emblema: "Elbeuf è un alveare, tutti vi lavorano".

## Monumenti e luoghi d'interesse
- Il Museo dell'Hôtel-de-ville
- Chiesa di San Giovanni, la sua costruzione iniziò nella metà del XVII secolo e fu oggetto di rifacimenti successivi fino al 1874. È stata classificata Monumento storico nel 1992.[4]
- chiesa di Santo Stefano, eretta tra il XV e il XVI secolo, fu ampliata durante il XVIII secolo. È registrata nell'elenco dei Monumenti storici dal 1930.[5] In stile tardo gotico, è costruita in pietra calcarea, finemente scolpita nella parte superiore. Il tetto del coro è ricoperto da piastrelle smaltate. Il campanile a base quadrata è del XVIII secolo.
- Le manifatture Delarue, Clarenson e Charles Houiller (tessuti)
- Cirque-théâtre d'Elbeuf, una sala per spettacoli capace di 900 posti, è uno degli ultimi circhi stabili visibili in Francia e l'unico ad avere uno spazio scenico composto da una pista circolare ed una scena da teatro all'italiana. Inaugurato nel 1892 venne trasformato in sala cinematografica nel 1942. Il Comune acquistò l'edificio nel 1957 e lo trasformò nel 1967 per ospitare la Maison des Syndicats des Anciens Combattants e una sala di ginnastica. Il Cirque-théâtre d'Elbeuf venne riaperto nel 2007 ritrovando la sua originale funzione di sala per spettacoli. L'edificio in pianta ottagonale è costituito da una struttura in metallo e coperto da una cupola di 28 m di altezza sormontata da una lanterna. Dichiarato Monumento storico nel 1998.[6]
- La sinagoga di rue Grémont 29 (classificata monumento storico il 25 maggio 2009)
- Il polo culturale Fabrique des Savoirs trova spazio in un edificio industriale riconvertito e ospita il Centre d’interprétation de l'architecture et du patrimoine, il Museo di Elbeuf e il Centre d'archives patrimoniales
- Quartiere di Puchot, urbanizzazione creata negli anni 1960

## Società

### Evoluzione demografica
Abitanti censiti

## Amministrazione

### Gemellaggi
- Lingen

## Galleria d'immagini

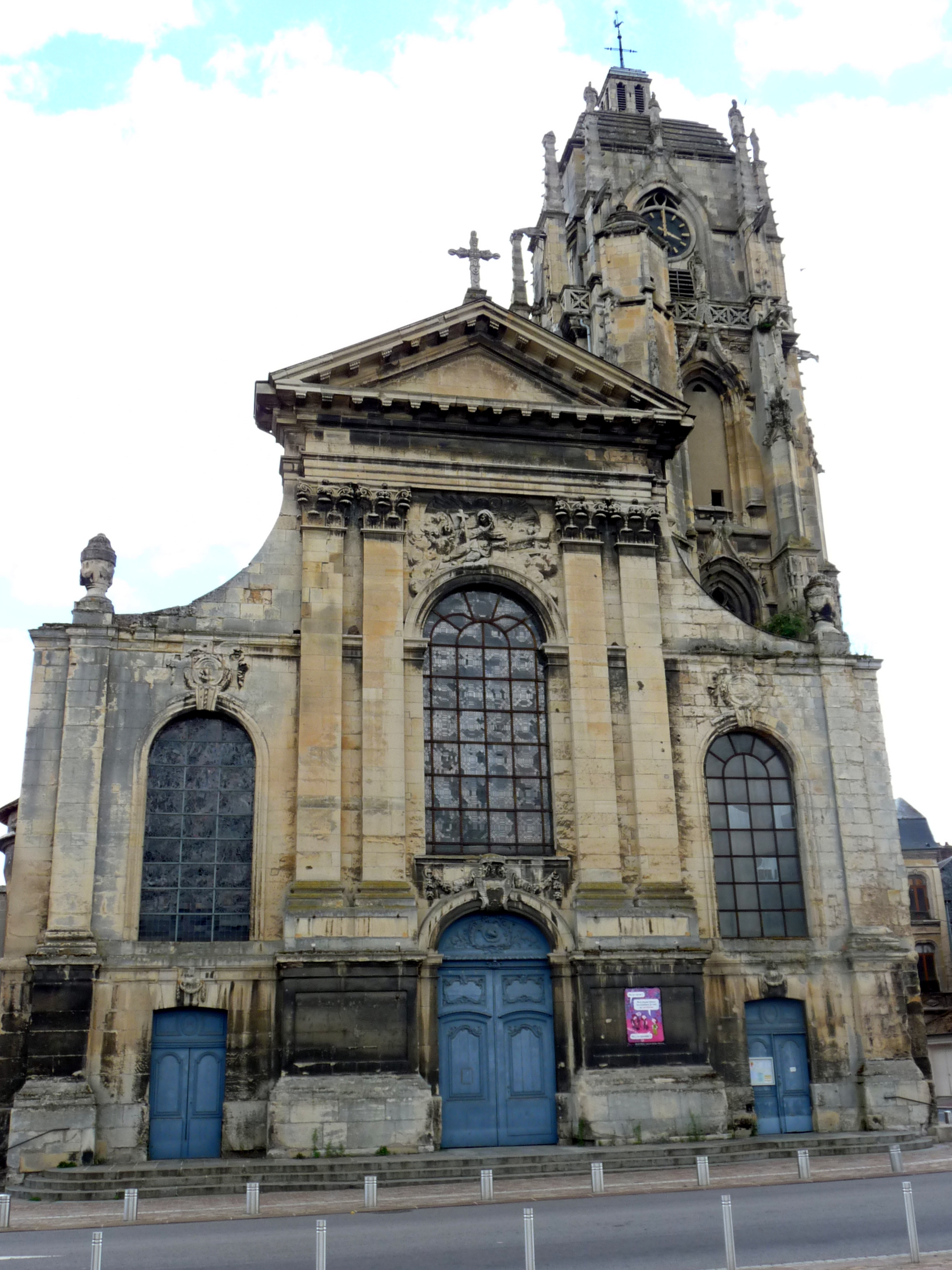
Chiesa di San Giovanni
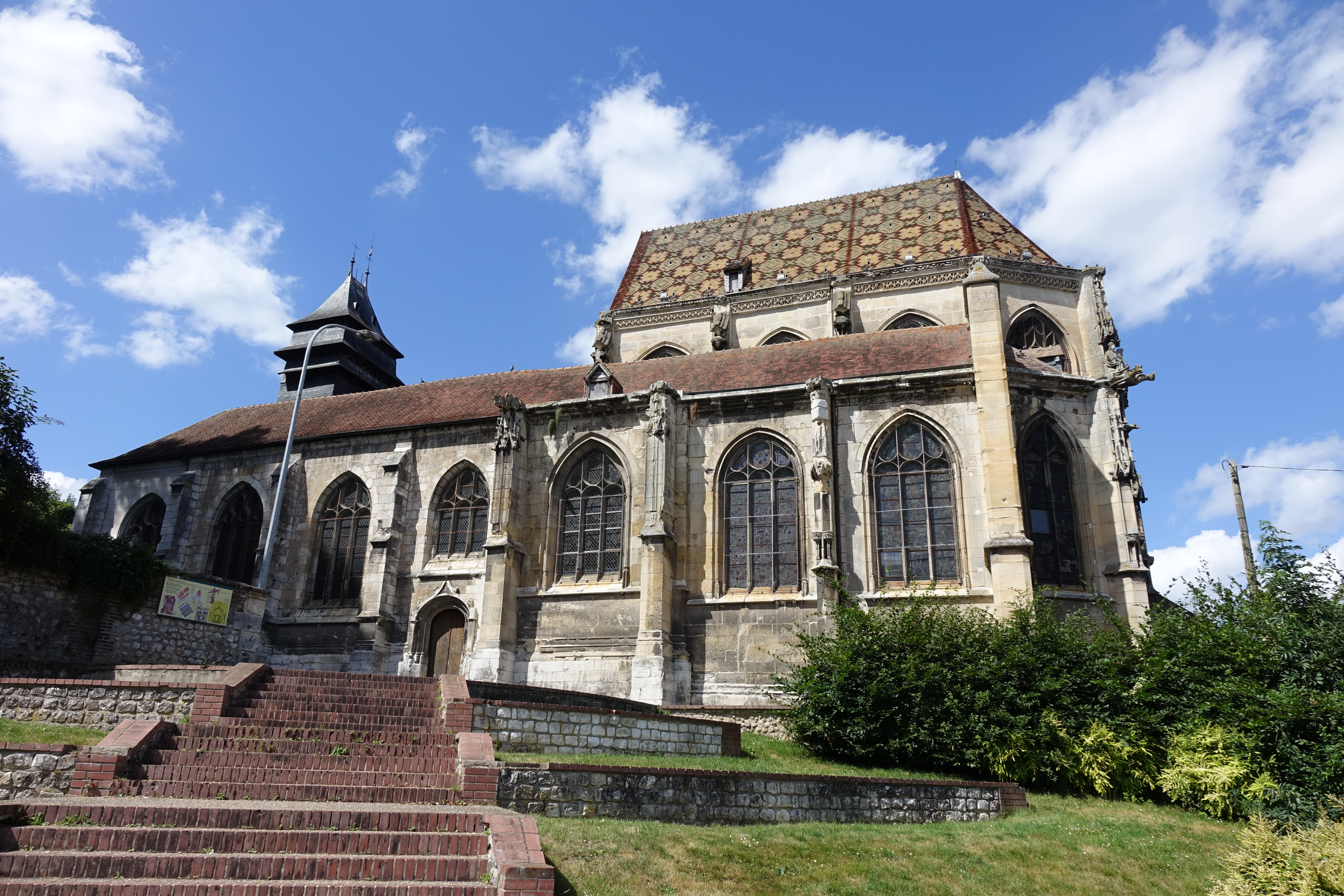
Chiesa di Santo Stefano
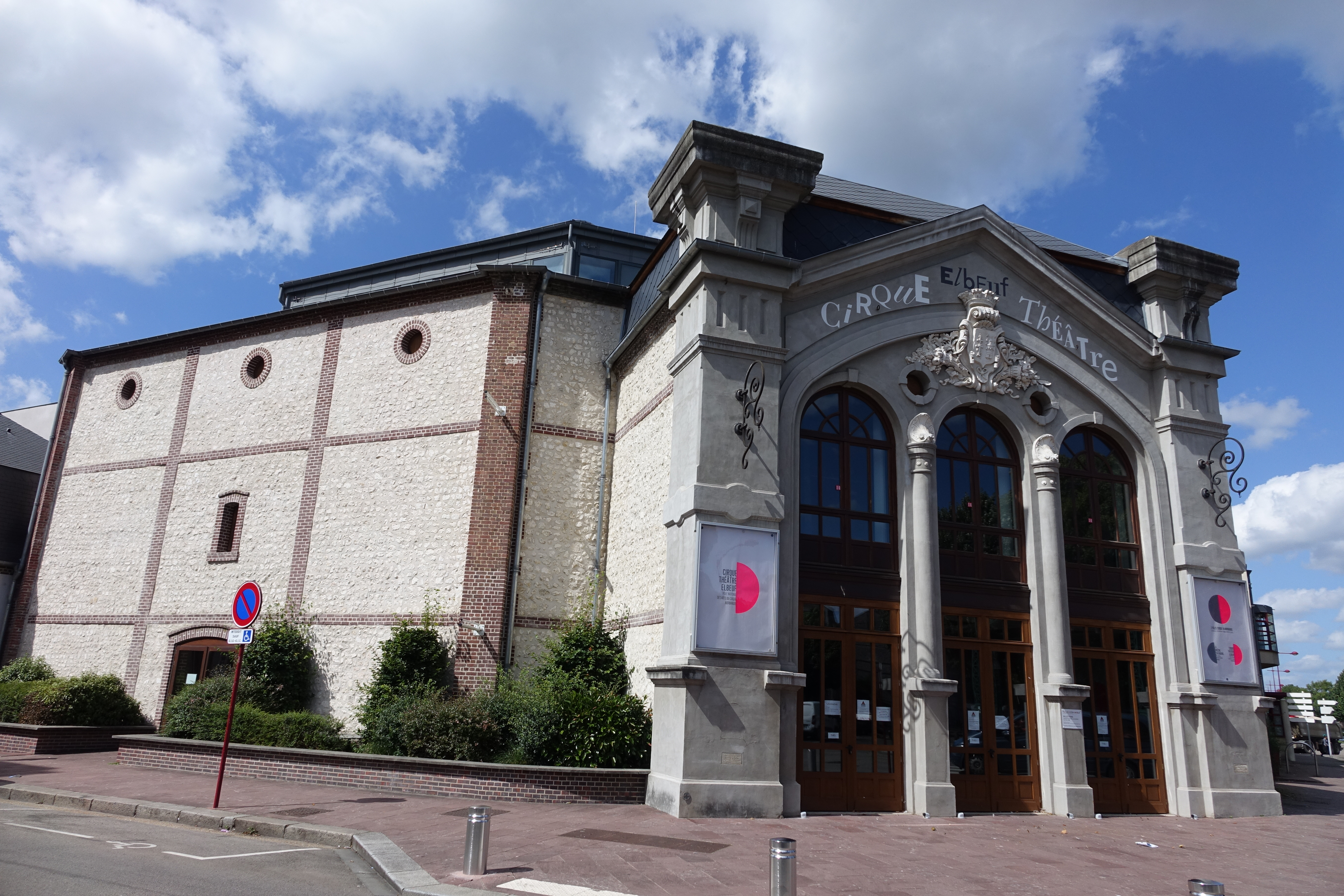
Cirque-théâtre
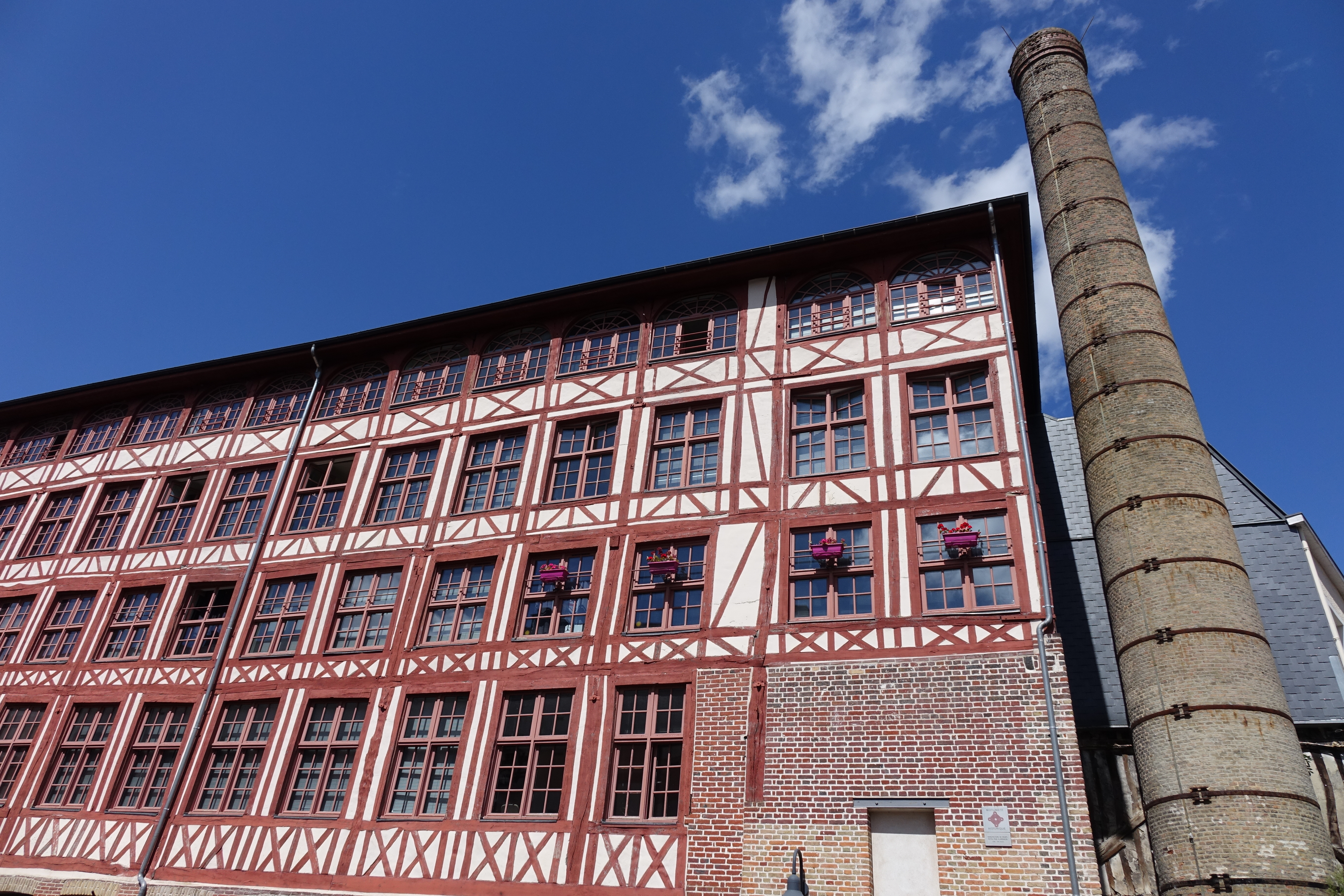
Manifattura Petou-Clarenson
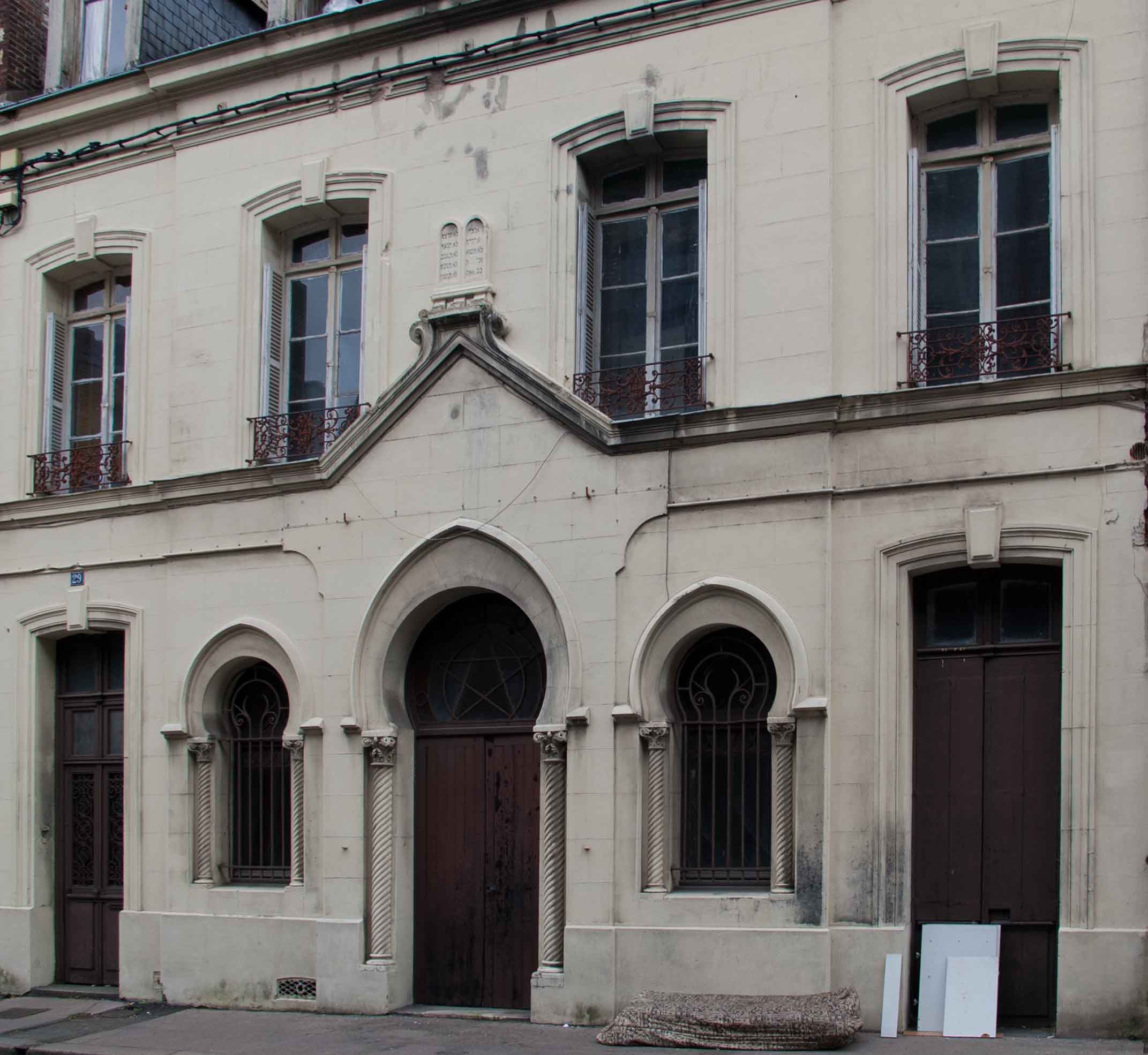
Sinagoga
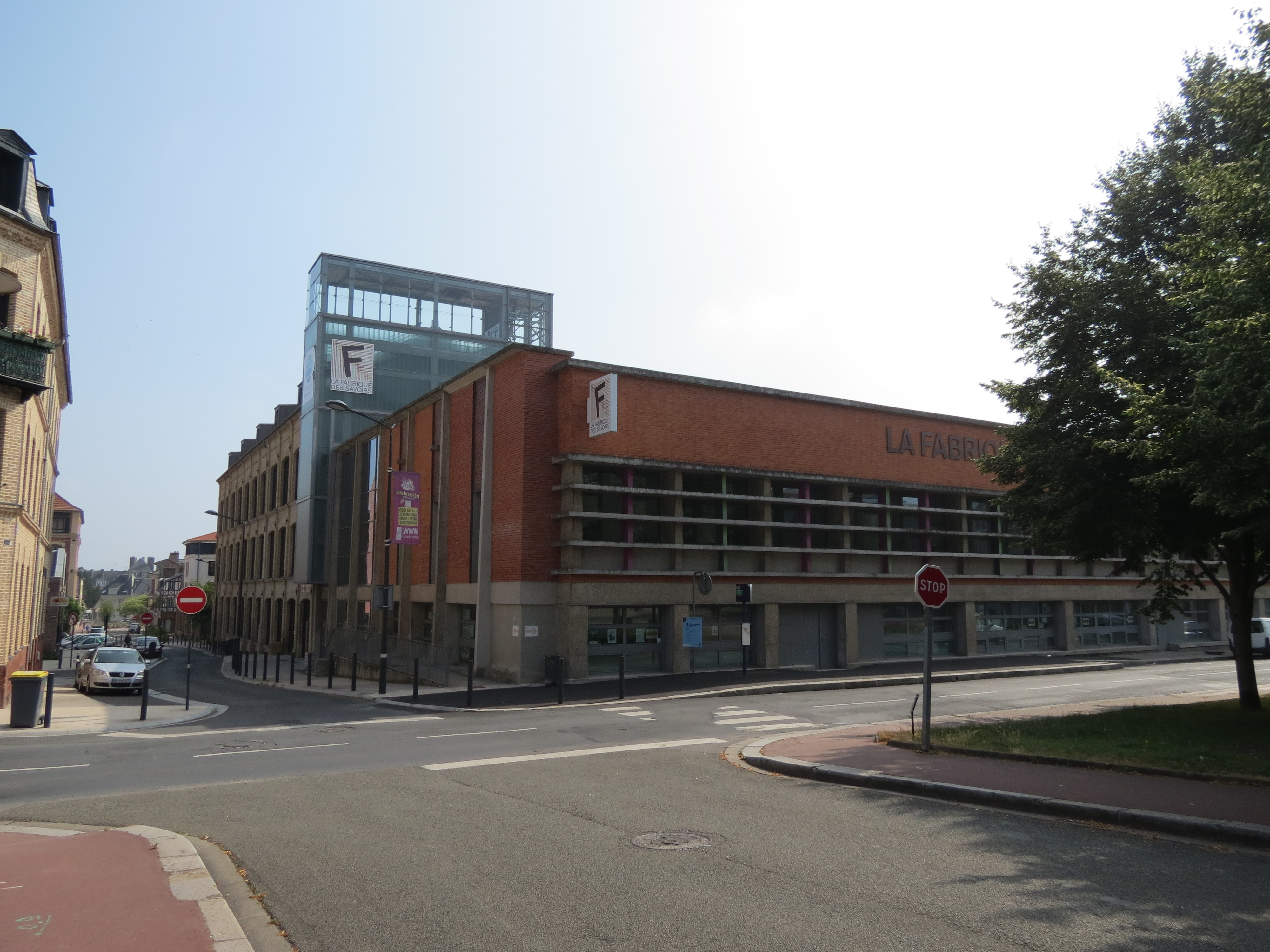
Fabrique des Savoirs
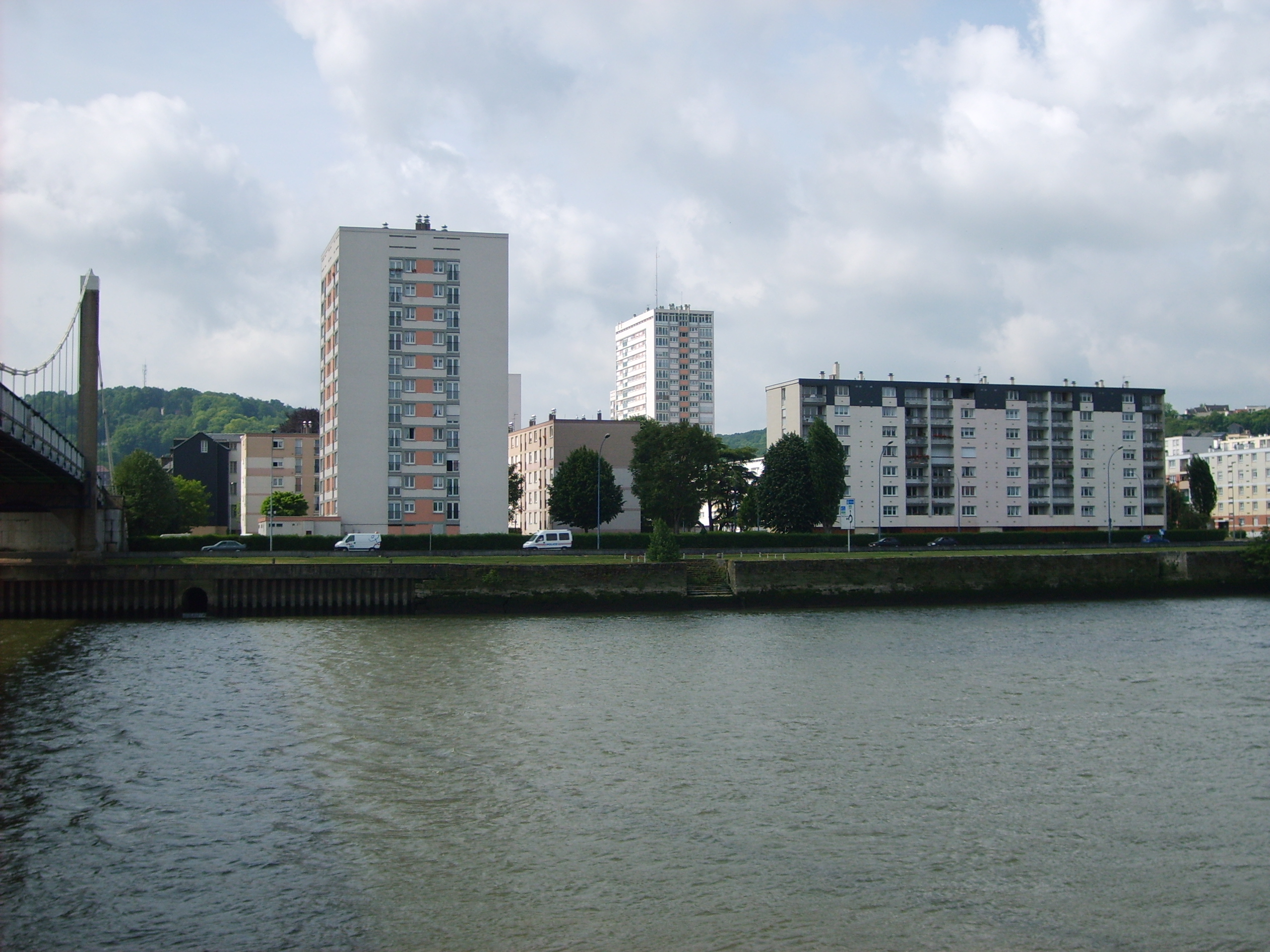
Il quartiere di Puchot